# Carmen de Burgos
Carmen de Burgos y Seguí (Almería, 10 dicembre 1867 – Madrid, 9 ottobre 1932) è stata una scrittrice, giornalista e traduttrice spagnola attivista per i diritti della donna.
È considerata la prima giornalista professionista in Spagna per il suo ruolo di redattrice del madrileno Diario Universal nel 1906, periodico diretto da Augusto Figueroa. Ha scritto numerosi romanzi, racconti, biografie, saggi, traduzioni e diari di viaggio utilizzando lo pseudonimo Colombine.

## Biografia
Nacque ad Almería nel 1867 e visse a Rodalquilar, Nijar, dove il padre, viceconsole del Portogallo, possedeva terre, miniere e la cascina La Unión. Carmen, nonostante l'educazione borghese, si oppose all'osservazione di due principi fondamentali della società patriarcale: legge e religione.  A diciassette anni si sposò con Arturo Álvarez Bustos, giornalista quindici anni più vecchio di lei, figlio del governatore civile di Almería che possedeva inoltre una tipografia impegnata nella stampa del principale quotidiano della capitale. Ciò permise a Carmen di entrare in contatto con il mondo dell'editoria fin da giovane. Il matrimonio fu per lei una delusione dal primo momento, e, in seguito si separerà dal marito.
Nel giugno del 1894 morì Arturo, uno dei quattro figli della coppia. In quello stesso anno Carmen iniziò un corso per diventare maestra, conseguendo il titolo nel 1901. Dopo essersi allontanata dal marito infedele e alcolizzato, iniziò una nuova vita indipendente con la figlia María Álvarez de Burgos. Insieme si trasferirono a Madrid dove l'autrice lavorava come insegnante per potersi mantenere. Nel 1902 iniziò a collaborare con il giornale El Globo, nel quale aveva una rubrica, Notas Femeninas, che analizzava argomenti come “La moglie e il suffragio” o “L'ispezione delle fabbriche operaie”.
Nel 1903 Augusto Suárez de Figueroa fondò il Diario Universal, e la assunse per iniziare una rubrica quotidiana intitolata Lecturas para la mujer, che scrisse sotto lo pseudonimo di Colombine, suggerito dal proprio editore. Era la prima volta che in Spagna una donna veniva riconosciuta come giornalista professionista.
Fece una campagna per legalizzare il divorzio, aspetto che suscitò ammirazione in Giner de los Ríos e Blasco Ibáñez, mentre causò attacchi ed aspre critiche da parte della Chiesa e dei settori conservatori che cercarono di screditarla. Negli articoli da lei scritti, evidenti sono le sue idee politiche a favore dei diritti delle donne e dell'importante questione del suffragio universale.
Nel 1905 ottenne una borsa di studio del Ministero dell’Istruzione Pubblica per analizzare i sistemi di insegnamento di altri paesi e viaggiò per quasi un anno in Francia, Italia e Monaco. Nel 1906 riprese il lavoro di docente e giornalista; iniziò inoltre ne El Heraldo de Madrid una campagna a favore del suffragio femminile, con una rubrica intitolata El voto de la mujer. Nello stesso anno morì l’ex marito.
Nel 1907, con l’arrivo al governo del conservatore Antonio Maura, il ministro della Istruzione Pubblica Rodríguez-San Pedro la trasferì a Toledo per allontanarla da Madrid, secondo la sua biografa Concepción Núñez. Nonostante ciò, Carmen ritornava alla sua casa madrilena tutti i fine settimana per presenziare al circolo letterario che aveva creato dal suo ritorno dalla Francia, La tertulia modernista. Quella riunione settimanale di scrittori, giornalisti, artisti, musicisti, poeti e artisti stranieri di passaggio a Madrid si mantenne per molti anni e costituì l’origine della Revista crítica. Lì conobbe Ramón Gómez de la Serna, allora sconosciuto studente di diciotto anni, con il quale Carmen mantenne un’intensa corrispondenza amorosa e letteraria per vent'anni.
In seguito al disastro del Barranco del Lobo nel Rif del 1909, Carmen de Burgos decise di avvicinarsi alle truppe spagnole che lottavano attorno Melilla. Lì fu corrispondente di guerra per il quotidiano El Heraldo di Malaga. Una volta ritornata a Madrid, pubblicò l’articolo ¡Guerra a la guerra!, nel quale difendeva i pionieri dell’obiezione di coscienza.
Con la proclamazione della Seconda Repubblica nel 1931, la nuova costituzione riconobbe il matrimonio civile, il divorzio e il suffragio femminile, esaudendo le aspettative di Carmen de Burgos. Si affiliò al Partito Repubblicano Radicale Socialista e fu nominata presidente della Cruzada de Mujeres Españolas e della Liga Internacional de Mujeres Ibéricas e Iberoamericanas. Fu inoltre eletta vicepresidente primero della Sinistra Repubblicana Anticlericale.
L'8 ottobre del 1932, mentre partecipava ad una conferenza sull'educazione sessuale nel Circolo Radicale Socialista, Carmen de Burgos accusò un malore e fu riportata nella sua casa dove l’attendevano tre medici, tra i quali vi era anche l’amico Gregorio Marañón. Morì alle due del mattino del giorno successivo e fu sepolta nel cimitero civile di Madrid in presenza dei principali politici e intellettuali dell’epoca.
Fu iniziata in Massoneria in Argentina. Aderì in Portogallo al Gran Oriente Lusitano Unido e in Spagna fu Maestro venerabile della loggia Amor di Madrid, appartenente alla Gran Logia Española. Dopo la sua morte il suo nome fu coinvolto in un processo per delitto di appartenenza alla massoneria, che ebbe luogo negli anni quaranta.
Clara Campoamor, assieme ad altri intellettuali, chiese che venisse dato il suo nome a una via di Madrid. Dopo la Guerra Civile e la successiva vittoria del regime fascista di Francisco Franco, il suo nome venne inserito nella lista degli autori proibiti, e i suoi libri scomparvero dalle biblioteche e librerie.

### La difesa dell'uguaglianza di genere e il personale concetto di femminismo
Carmen de Burgos è considerata una delle prime attiviste impegnate nella difesa del ruolo sociale e culturale della donna, ma anche della libertà in generale. Decisamente indipendente, credeva nella possibilità di un mondo migliore e fu una precoce femminista, sebbene odiasse questo termine. Nella sua opera La mujer moderna y sus derechos (1927), scritta senza ricorrere al suo famoso pseudonimo, Carmen definiva la sua posizione come un femminismo moderato, che rappresenterebbe «Non la lotta dei sessi, nemmeno l'inimicizia con l’uomo, ma al contrario indica che la donna intende collaborare con lui e al suo fianco». Il saggio inizia e termina con l’esposizione delle sue idee in merito al movimento femminista e alla questione del suffragio universale. Fa inoltre riferimento, in luce dei viaggi da lei compiuti, ad altri paesi europei, analizzando la loro storia e le loro leggi al riguardo.

### L'amicizia con Ana de Castro Osório
Carmen de Burgos entrò in contatto con molte personalità importanti, quali Benito Pérez Galdós, Vicente Blasco Ibáñez, Rafael Cansinos Assens, Juan Ramón Jiménez, Tomás Morales, Alonso Quesada, Julio Antonio, Julio Romero de Torres, Joaquín Sorolla. Fondamentale fu soprattutto l’amicizia instaurata con la scrittrice portoghese Ana de Castro Osório, che permise di creare uno scambio culturale tra due realtà molto vicine, ovvero la Spagna e il Portogallo. Il primo incontro tra le due donne avvenne nel 1915, probabilmente all'Hotel Continental di Lisbona, dove Carmen era stata invitata per fare un'intervista. Durante quel viaggio Colombine riscoprì una nuova patria e strinse amicizia con Ana, che dirigeva la Cruzada de mulheres portuguesas. Entrambe si erano ormai affermate in campo giornalistico, letterario e politico. Molte erano le idee e le opinioni da loro condivise, ed entrambe si distinsero infatti per avere dato voce ai diritti delle donne e ad altre questioni sociali. Il rapporto quasi fraterno tra le scrittrici aumentò con il passare degli anni, fino alla morte di Carmen.

### Carmen de Burgos e la questione del divorzio in Spagna
Nei primi anni del Novecento Carmen de Burgos si occupò della questione del diritto al divorzio, impegnandosi in una vera e propria inchiesta sull'argomento. Cercò di mettere al corrente e mobilitare politici, artisti, scrittori e cittadini sulla possibilità di stabilire legalmente una legge sulla rottura matrimoniale. L’iniziativa da lei proposta aveva avuto inizio quando, cercando un tema da trattare nella sua rubrica del Diario Universal, si imbatté in una lettera inviatale dallo scrittore Vicente Casanova. Quest’ultimo voleva informarla dell’esistenza di un “Club de matrimonios mal avenidos”. Principale obiettivo di Carmen era conoscere la posizione assunta dalle autorità politiche, la maggior parte delle quali non si espose. Al contrario, tanti furono gli intellettuali che risposero alla questione da lei sollevata nell'articolo del Diario Universal, come Miguel de Unamuno, Pío Baroja, Vicente Blasco e molti altri.
Dopo aver raccolto diverse testimonianze sull'argomento, la giornalista pubblicò nel 1904 il volume intitolato El divorcio en España, suddiviso in due parti: la prima raccoglie le lettere inviate dalle personalità più illustri, mentre la seconda è formata dalle risposte dei lettori del giornale. Dal sondaggio da lei avviato e sviluppato, Carmen de Burgos confrontò i risultati e scoprì che la maggioranza del Paese era a favore del divorzio.
Nella conclusione del saggio Carmen affermò che il divorzio poteva diventare strumento di progresso in Spagna, “conveniente alla società e alla morale”.

## Attività giornalistica e stile di scrittura
Molto intensa fu la sua attività in campo giornalistico. Lavorò ne El Universal, El Globo, La Correspondencia de España, El Heraldo de Madrid e ABC, quotidiano di cui fu la prima redattrice. La maggior parte della sua opera, come diari, lettere e collezioni, apparse su periodici. La stampa fu uno strumento che le permise di sviluppare la sua attività femminista e letteraria.
Carmen è conosciuta inoltre come una delle prime corrispondenti di guerra della storia della Spagna: si occupò ad esempio di diversi episodi avvenuti durante la Guerra di Melilla nel 1909.
Oltre alla sua intensa opera giornalistica, sono degne di nota le sue conferenze tenute nell'ambito del movimento femminista, come per esempio: La misión social de la mujer (1911) e La mujer en España.
Non ricevette, tuttavia, molta attenzione da parte di diversi critici e scrittori contemporanei, che generalmente la consideravano solamente come l'amante di Ramón Gómez de la Serna, ignorando il suo lavoro.
Nei suoi scritti giornalistici e letterari Carmen de Burgos, attraverso un'ampia visione di insieme, osservò le realtà delle classi sociali del XX secolo e ne delineò le principali caratteristiche. Inoltre, è fondamentale nelle sue opere la presenza di figure femminili, la cui psicologia viene dettagliatamente studiata ed analizzata.
Tra i suoi romanzi più popolari si ricorda Puñal de claveles, scritto negli ultimi anni di vita e basato sull'avvenimento conosciuto come il crimine di Níjar, che ebbe luogo nel 1928 nel Cortijo del Fraile, Campos de Níjar, e che fu una delle principali ispirazioni per Federico García Lorca quando scrisse Bodas de sangre.

## Opere
Saggi e altri scritti
- Ensayos literarios, 1900.
- Álbum artístico literario del siglo XX, 1901.
- Notas del alma, 1901, (collezione di canzoni popolari)
- El divorcio en España, 1904.
- La mujer en España, 1906.
- Por Europa, 1906
- La voz de los muertos, 1911
- Leopardi, 1911
- Misión social de la mujer, 1911
- Cartas sin destinatario, 1912
- Al balcón, 1913
- Impresiones de Argentina, 1914
- Confidencias de artistas, 1916
- Peregrinaciones, 1917
- Mis viajes por Europa, 1917
- Fígaro, 1919
- La Emperatriz Eugenia, 1920
- Hablando con los descendientes, 1929
- Gloriosa vida y desdichada muerte de D. Rafael del Riego, 1931.
- ¿Quiere v. comer bien?, 1931
- Amadís de Gaula, s.a.

Romanzi
- Los inadaptados, 1909
- La rampa, 1917
- El último contrabandista, 1918
- Los anticuarios, 1919
- El retorno, 1922
- La malcasada, 1923.
- Los espirituados, 1923.
- La mujer fantástica, 1924.[19]
- El tío de todos, 1925.
- Quiero vivir mi vida, 1931.
- Los anticuarios.[20]

Romanzi brevi
- Ensayos literarios, 1900.
- Alucinación, 1905
- El anhelo
- El abogado
- El artículo 438
- Cuentos: El tesoro del castillo
- Cuentos de Colombine
- En la guerra
- Honor de familia
- El dorado trópico, 1930
- Puñal de claveles, 1931

Traduzioni di libri e saggi di autori stranieri
- Historia de mi vida (muda, sorda y ciega), 1904
- La guerra ruso-japonesa, 1904.
- La inferioridad mental de la mujer, 1904.
- Loca por razón de Estado, 1904.
- Los Evangelios y la segunda generación cristiana, 1904
- La Iglesia cristiana, 1905
- Diez y seis años en Siberia, 1906.
- En el mundo de las mujeres, 1906.
- El rey sin corona, 1908.
- La conquista de un Imperio, 1911.
- Los misterios de la India, 1911.
- La corona de olivo silvestre, 1911-1913.
- Fisiología del placer, 1913.
- Las mañanas en Florencia, 1913
- Las piedras de Venecia, 1913.
- Las siete lámparas de la arquitectura, 1913.
- Los pintores modernos. El paisaje, 1913.
- Cuentos a Maxa, 1914.
- El reposo de San Marcos. Historia de Venecia, 1915.
- La Biblia de Amiens, 1916.
- La decisión, 1917.
- Una idea de parisiense por página, 1917.
- La perseverancia, 1919.
- Defnis y Cloe, 1910.
- Los últimos filibusteros, 1913.
- La princesa muda, s.a.
- El tío Geromo (Crainqueville).
- Cuentistas italianos.

Romanzi brevi tradotti in italiano
- L'articolo 438, Edizioni ETS 2024.